# Ina Lange
Ina Lange (Helsingfors avui Hèlsinki, Finlàndia, 14 de desembre de 1846 - Copenhaguen, Dinamarca, 23 d'octubre de 1930) fou una pianista i escriptora finesa.
Casada amb el cantant suec Algo Lange (1876), i que amb el pseudònim de Daniel Sten publicà diverses novel·les que cridaren l'atenció, entre les que hi figuren les següents, escrites en francès: A Travers les deserts et les rochers (1884); Petites gens (Samrefolle, 1885); Luba (1889), estudi; Récits de Finlande (1890).